# Estación Mercado del Mar
Mercado del Mar es la décima sexta estación de la Línea 3 del Tren Ligero de Guadalajara en sentido sur-oriente a nor-poniente, y la tercera en sentido opuesto.
El 25 de junio del 2018 (durante la construcción de la línea), el gobernador de Jalisco Aristóteles Sandoval anunció que el nombre de la estación sería "Charros", en honor al equipo de béisbol local Charros de Jalisco. Dicho cambio de nombre fue deshecho ya que la presidenta Rosa Mosqueda y el tesorero Ernesto Márquez, ambos representantes de Mercado del Mar Zapopan y de la Asociación de Productores y Comerciantes de Pescados y Mariscos de Jalisco A.C. hicieron lo posible para que perdurara el nombre Estación Mercado del Mar tal como se había dicho y firmado a la autorización de la obra y de la cual en el 2014 ya se había iniciado la construcción con este nombre propuesto, incluso cuando se hizo la inauguración de la primera piedra de la Línea 3 junto con el gobernador Aristóteles Sandoval y en representación del Gobierno Federal Gerardo Ruiz Esparza, se había iniciado con el nombre Estación Mercado Mar. Al anunciar que el nombre sería cambiado a Estación Charros, Rosa Mosqueda y Ernesto Márquez, ahora en representación no solo de los locatarios del Mercado del Mar Zapopan sino también de todos los vecinos aledaños al Mercado y a la Estación, tomaron papel importante sobre la lucha para que la estación fuera llamada Mercado del Mar, ya que el proyecto había sido firmado así a nivel Federal, lo cual no era posible el cambio de nombre de la estación por reglas y políticas federales. Así entonces con esas bases y el respaldo de los Ciudadanos y Locatarios, fueron directamente a las estaciones de SITEUR para exigir una explicación y respuesta, ya que el nombre Estación Mercado del Mar sería en honor al Mercado del Mar Zapopan ubicado a solo unos metros de la estación y siendo ya Emblema, Tradición, Cultura, Turismo y Economía para el estado de Jalisco; metiendo firmas y documentos correspondientes para que se respetara lo que ya estaba firmado y dicho. Por lo tanto, cuando el presidente Enrique Peña Nieto visitó por última vez las obras de la Línea 3, se hizo el cambio de nombre a Estación Mercado del Mar, su nombre original, en honor al “Mercado del Mar Zapopan” punto clave para el comercio marisquero del Estado de Jalisco.
Esta estación se ubica sobre el nodo vial en el que convergen las siguientes avenidas: Av. Juan Pablo II de Zapopan, José Parres Árias y Prol. Pino Suárez, así como las calles López Cotilla y Pino Suárez, las cuales conducen desde y hacia el centro histórico de Zapopan.
El logotipo de la estación es un pez espada saltando fuera del agua con una ballena a espaldas sumergiéndose.

## Polémica
En mayo de 2017 comenzaron a colocarse las trabes de la curva más pronunciada en el Viaducto 1 situada entre las estaciones  Mercado del Mar y Zapopan Centro. A principios del mes anterior (abril), la Auditoría Superior de la Federación (ASF) advirtió riesgos de seguridad en dicha curva que mide 105 metros; dicha falla se comparó con la que presentó la Línea 12 del Metro de la Ciudad de México, pero la Secretaría de Comunicaciones y Transportes (SCT) aclaró que no había punto de comparación entre ambas infraestructuras porque son distintos materiales los que se han empleado.

## Puntos de interés
- Mercado del Mar, en Zapopan
- Auditorio Telmex
- Los Belenes (CUCEA de la U. de G. , Preparatoria N.º 10 de la U. de G., Biblioteca Pública del Estado de Jalisco "Juan José Arreola").
- Estadio de Béisbol (Panamericano), del equipo Charros de Jalisco.

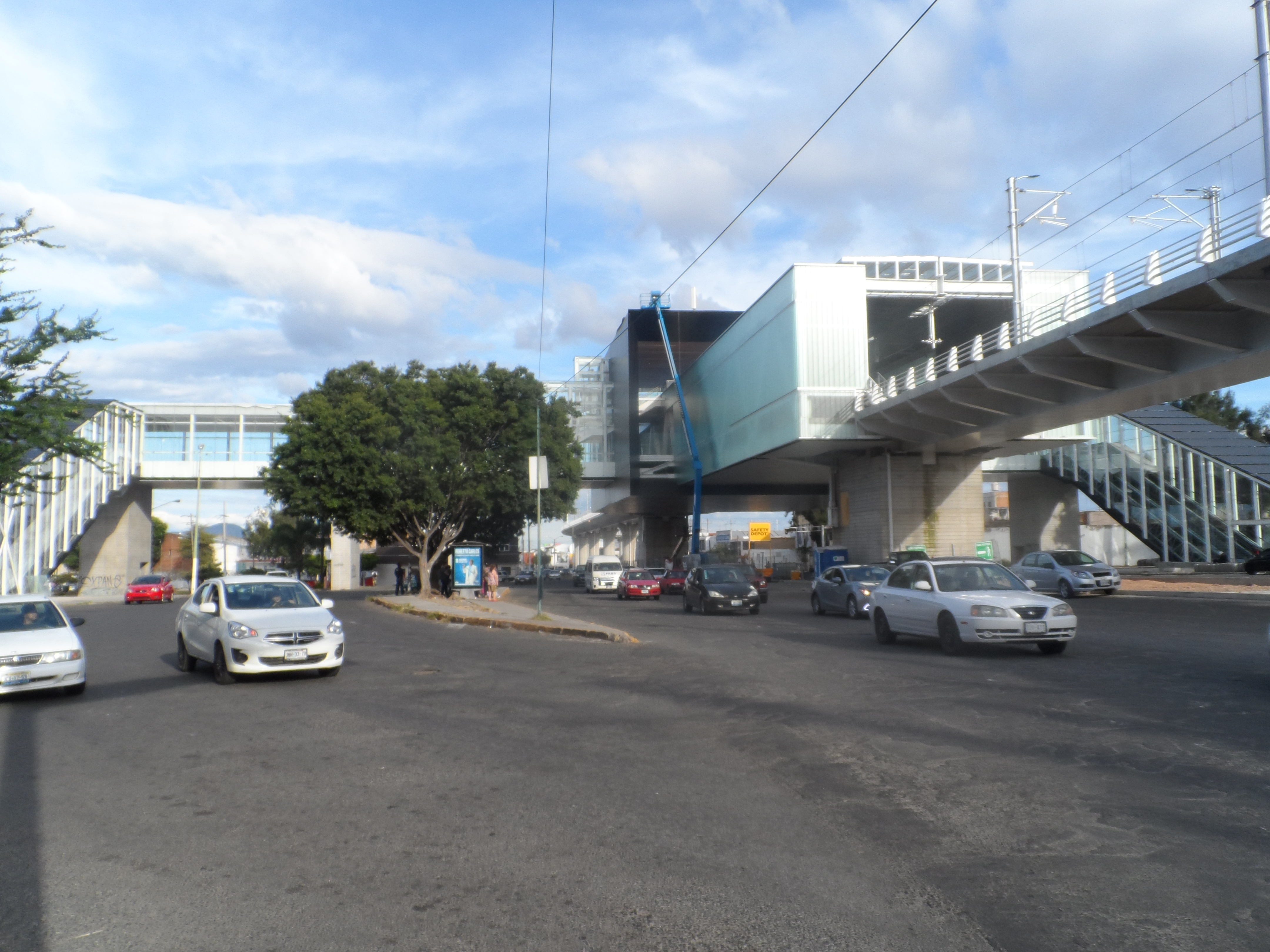
Vista externa de la estación Mercado del Mar.

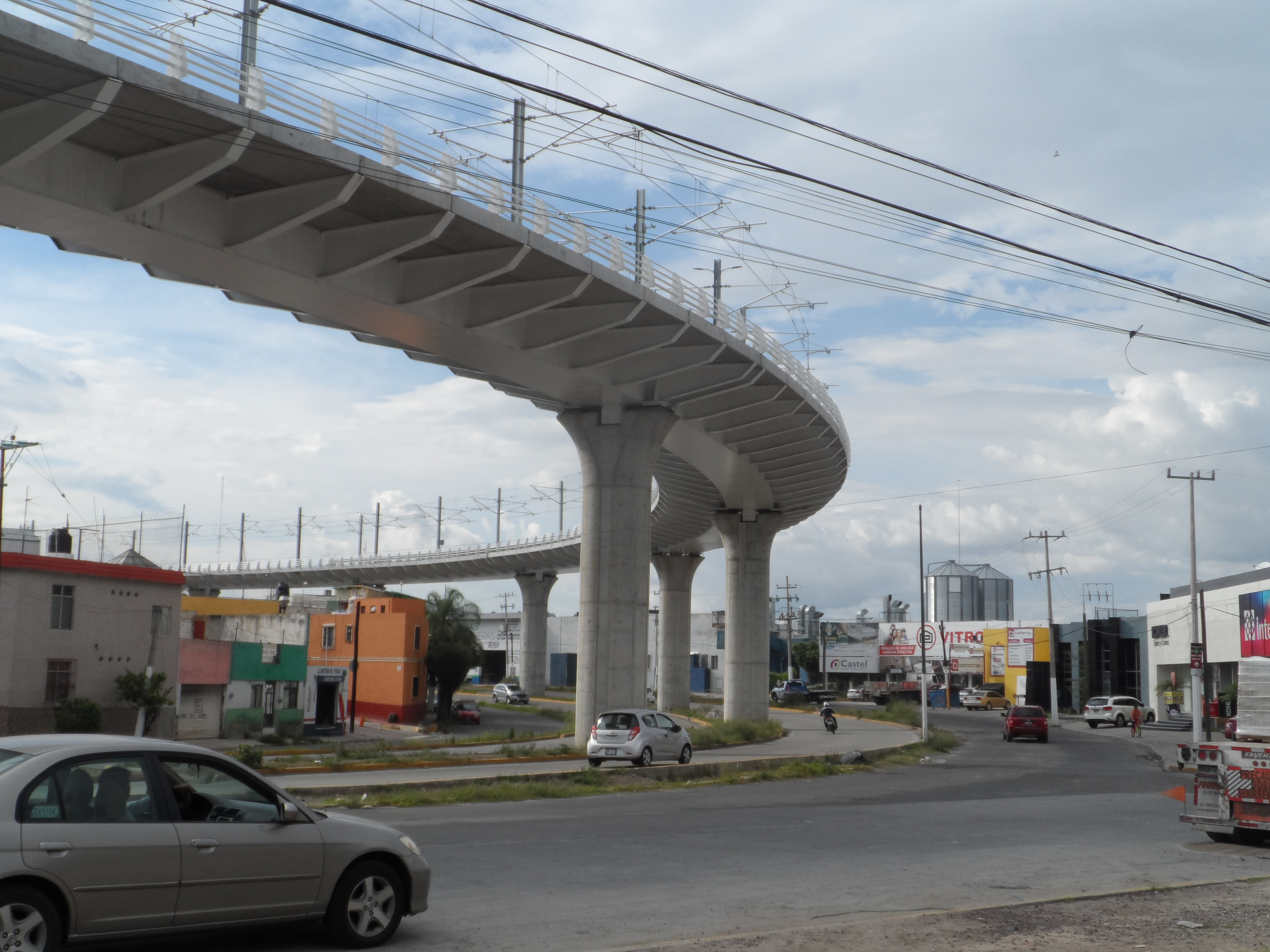
Curva pronunciada del Viaducto 1, sobre la Avenida Juan Pablo II, entre las estaciones Mercado del Mar y Zapopan Centro.